# 拉迪涅达蒙
拉迪涅达蒙（法語：La Digne-d'Amont，法語發音：[la diɲ damɔ̃] ⓘ）是法国奥德省的一个市镇，属于利穆区。

## 地理
拉迪涅达蒙（43°2'29"N, 2°9'35"E）面积3.61 平方千米，位于法国奧克西塔尼大區奥德省，该省份为法国南部沿海省份，北起塔恩省，西北接上加龙省，西接阿列日省，南至东比利牛斯省，东临地中海，东北与埃罗省接壤。
与拉迪涅达蒙接壤的市镇（或旧市镇、城区）包括：阿雅克、卡斯泰尔朗、拉迪涅达瓦勒、图雷耶、马尔拉斯。

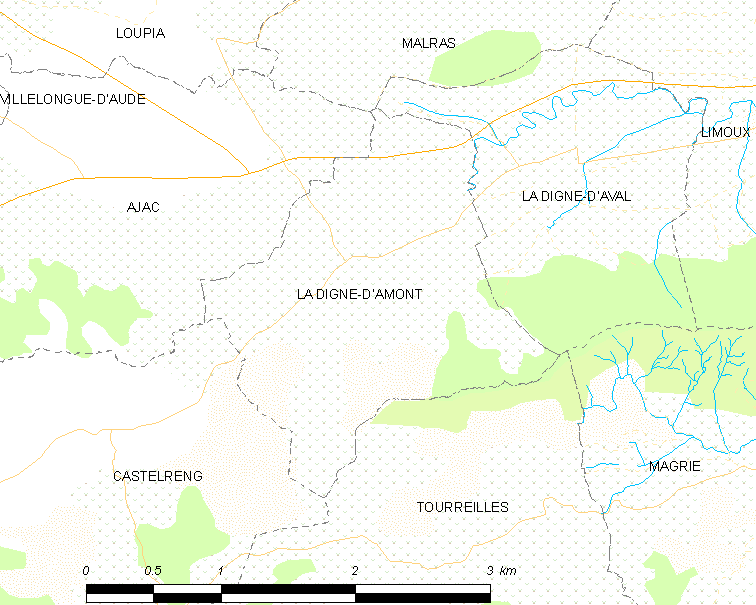
拉迪涅达蒙的OSM定位图

拉迪涅达蒙的时区为UTC+01:00、UTC+02:00（夏令时）。

## 行政
拉迪涅达蒙的邮政编码为11300，INSEE市镇编码为11119。

## 政治
拉迪涅达蒙所属的省级选区为利穆地区县。

## 人口

1962-2008年间拉迪涅达蒙人口变化图示

拉迪涅达蒙于2022年1月1日时的人口数量为290人。